# Zelarino
Zelarino ist ein Stadtteil von Venedig in der auf dem Festland liegenden Municipalità Chirignago-Zelarino, die im äußersten Nordwesten der Kommune liegt, im Nordwesten von Mestre. Zelarino liegt etwa 17 km vom historischen Zentrum Venedigs entfernt an der Staatsstraße 245, die etwa parallel zum Marzenego verläuft, dem größten Fluss in der Region. 
Am 31. Dezember 2024 zählte der Stadtteil 5.092 Einwohner.
In Zelarino befindet sich das neue Krankenhaus von Mestre, das Ospedale dell'Angelo, das seit 2008 besteht und das Krankenhaus im Stadtzentrum ersetzte.

## Geschichte
Der ältere Ortsname Cilarino erscheint erstmals im August 1006 in einer Schenkungsurkunde des venezianischen Klosters San Zaccaria. Dabei könnte es sich beim Namensteil rin um eine lokale Variante von rio handeln, womit der Name Ort am Kanal bedeuten würde. Möglicherweise liegt ihm aber auch ein germanisches Wort für Holz zugrunde, was auf einen Wald hinweisen würde. Nach Dante Olivieri hingegen geht der Name auf cella zurück, was sowohl auf eine Kapelle als auch auf eine Territorialeinheit hinweisen könnte.
Die der Unbefleckten Empfängnis und dem Heiligen Vigilius von Trient (San Vigilio) geweihte Gemeindekirche entstand im 12. Jahrhundert. Möglicherweise geht die Verehrung dieses vor allem in Tirol vertretenen Heiligen aus Trient auf die Anwesenheit von Dienstmannen aus dem Reich zurück. Sie errichteten jedenfalls ein Pilgerhospiz im 14. Jahrhundert, das noch 1746 und 1851 erweitert wurde. 1851 wurde auch der Glockenturm wieder aufgebaut. Nach dem schweren Erdbeben von 1976 wurde der Bau restauriert und erweitert. Bis 2008 wurde er erneut restauriert.
1331 erhob Johann von Luxemburg, der Sohn Heinrichs VII., den Angehörigen der bedeutenden stadtvenezianischen Adelsfamilie der Foscari, Nicolò Foscari, zum Conte di Zelarino, zum Grafen von Zelarino. Sein Vasallengut umfasste 400 campi. Der Titel hielt sich bis ins 18. Jahrhundert.
In der venezianischen Epoche, die 1797 endete, entstanden in der Region mehrere Villen, darunter im 16. Jahrhundert die stark verfallene Villa Barbarich-Pezzana-Fraccaro, in der zweiten Hälfte des 17. Jahrhunderts die Villa Sardi, an der Verbindungsstraße nach Venedig die Villa Lin-Tagliacozzo vor 1781 und die Villa Biasiotto-Parolari-Mar aus dem späten 18. Jahrhundert. Hinzu kam im 19. Jahrhundert die Villa Zino-Visinoni.
Im Gefolge der napoleonischen Besetzung, der bis 1866 die österreichische folgte, wurde aus Zelarino eine Kommune im Distrikt Mestre. Mit der Umgestaltung durch die Faschisten wurde Zelarino 1926 ein Teil der Großgemeinde Venedig. Letzter Bürgermeister war Ottaviano Ried, an den seit 1975 eine Straße erinnert.